# Mahamadou Dissa
Mahamadou Dissa est un ancien footballeur international malien né le 18 mai 1979 à Kayes, qui évoluait au poste d'avant-centre.
Il a notamment participé à la Coupe d'Afrique des nations 2008 avec l'équipe du Mali.

## Palmarès

### Distinction personnelle
- Meilleur buteur de la Coupe du monde des moins de 20 ans en 1999 (5 buts, ex æquo avec Pablo Couñago)